# Sauvatèrra de Comenge
Sauvatèrra de Comenge (francès Sauveterre-de-Comminges) és un municipi del departament francès de l'Alta Garona, a la regió d'Occitània.